# Stearophora radicicola
Stearophora radicicola är en svampart som beskrevs av L. Mangin & Viala 1905. Stearophora radicicola ingår i släktet Stearophora, divisionen sporsäcksvampar och riket svampar.   Inga underarter finns listade i Catalogue of Life.